# NGC 2090
NGC 2090 este o galaxie spirală situată în constelația Porumbelul. A fost descoperită în 1826 de către James Dunlop. Se află la o distanță de 12,08 megaparseci de Pământ.